# Łukasz Poręba
Łukasz Poręba (Legnica, 13 de marzo de 2000) es un futbolista polaco. Juega de centrocampista y su equipo es el SV Elversberg de la 2. Bundesliga alemana.

## Trayectoria
El 1 de julio de 2022 fichó por el R. C. Lens por cinco años. En el primero de ellos jugó doce partidos, diez en la Ligue 1, y en agosto de 2023 fue cedido al Hamburgo S. V. Tras la cesión continuó en el equipo, con el que ascendió a la 1. Bundesliga, y en julio de 2025 fue prestado al SV Elversberg.

## Selección nacional
Fue internacional en categorías inferiores por Polonia.

## Estadísticas
Actualizado al último partido disputado el 10 de mayo de 2025.
| Club                      | Div.          | Temporada     | Liga  | Liga  | Copas nacionales | Copas nacionales | Copas internacionales | Copas internacionales | Total | Total |
| Club                      | Div.          | Temporada     | Part. | Goles | Part.            | Goles            | Part.                 | Goles                 | Part. | Goles |
| ------------------------- | ------------- | ------------- | ----- | ----- | ---------------- | ---------------- | --------------------- | --------------------- | ----- | ----- |
| Zagłębie Lubin · Polonia  | 1.ª           | 2018-19       | 7     | 1     | 1                | 0                | —                     | —                     | 8     | 1     |
| Zagłębie Lubin · Polonia  | 1.ª           | 2019-20       | 28    | 2     | 3                | 0                | —                     | —                     | 31    | 2     |
| Zagłębie Lubin · Polonia  | 1.ª           | 2020-21       | 24    | 0     | 3                | 0                | —                     | —                     | 27    | 0     |
| Zagłębie Lubin · Polonia  | 1.ª           | 2021-22       | 29    | 1     | 3                | 0                | —                     | —                     | 32    | 1     |
| Zagłębie Lubin · Polonia  | Total club    | Total club    | 88    | 4     | 10               | 0                | 0                     | 0                     | 98    | 4     |
| R. C. Lens Francia        | 1.ª           | 2022-23       | 10    | 0     | 2                | 0                | —                     | —                     | 12    | 0     |
| R. C. Lens Francia        | Total club    | Total club    | 10    | 0     | 2                | 0                | 0                     | 0                     | 12    | 0     |
| Hamburgo S. V. · Alemania | 2.ª           | 2023-24       | 17    | 2     | 1                | 0                | —                     | —                     | 18    | 2     |
| Hamburgo S. V. · Alemania | 2.ª           | 2024-25       | 17    | 1     | 2                | 0                | —                     | —                     | 19    | 1     |
| Hamburgo S. V. · Alemania | Total club    | Total club    | 34    | 3     | 3                | 0                | 0                     | 0                     | 37    | 3     |
| SV Elversberg · Alemania  | 2.ª           | 2025-26       | 0     | 0     | 0                | 0                | —                     | —                     | 0     | 0     |
| SV Elversberg · Alemania  | Total club    | Total club    | 0     | 0     | 0                | 0                | 0                     | 0                     | 0     | 0     |
| Total carrera             | Total carrera | Total carrera | 132   | 7     | 15               | 0                | 0                     | 0                     | 147   | 7     |